# Krisna olivacea
Krisna olivacea är en insektsart som beskrevs av Rauno E. Linnavuori 1969. Krisna olivacea ingår i släktet Krisna och familjen dvärgstritar. Inga underarter finns listade i Catalogue of Life.